# Stowe-by-Chartley
Pour les articles homonymes, voir Chartley.
Stowe-by-Chartley est un village et une paroisse civile anglaise située dans le comté du Staffordshire.
Il abrite le château de Chartley.

## Source
- (en) Cet article est partiellement ou en totalité issu de l’article de Wikipédia en anglais intitulé « Stowe-by-Chartley » (voir la liste des auteurs).